# Chiesa di Sant'Antonio Abate (Pieve di Bono-Prezzo)
La chiesa di Sant'Antonio Abate è la parrocchiale patronale di Agrone, frazione di Pieve di Bono-Prezzo in Trentino. Fa parte della zona pastorale delle Giudicarie dell'arcidiocesi di Trento e risale al XVI secolo.

## Storia

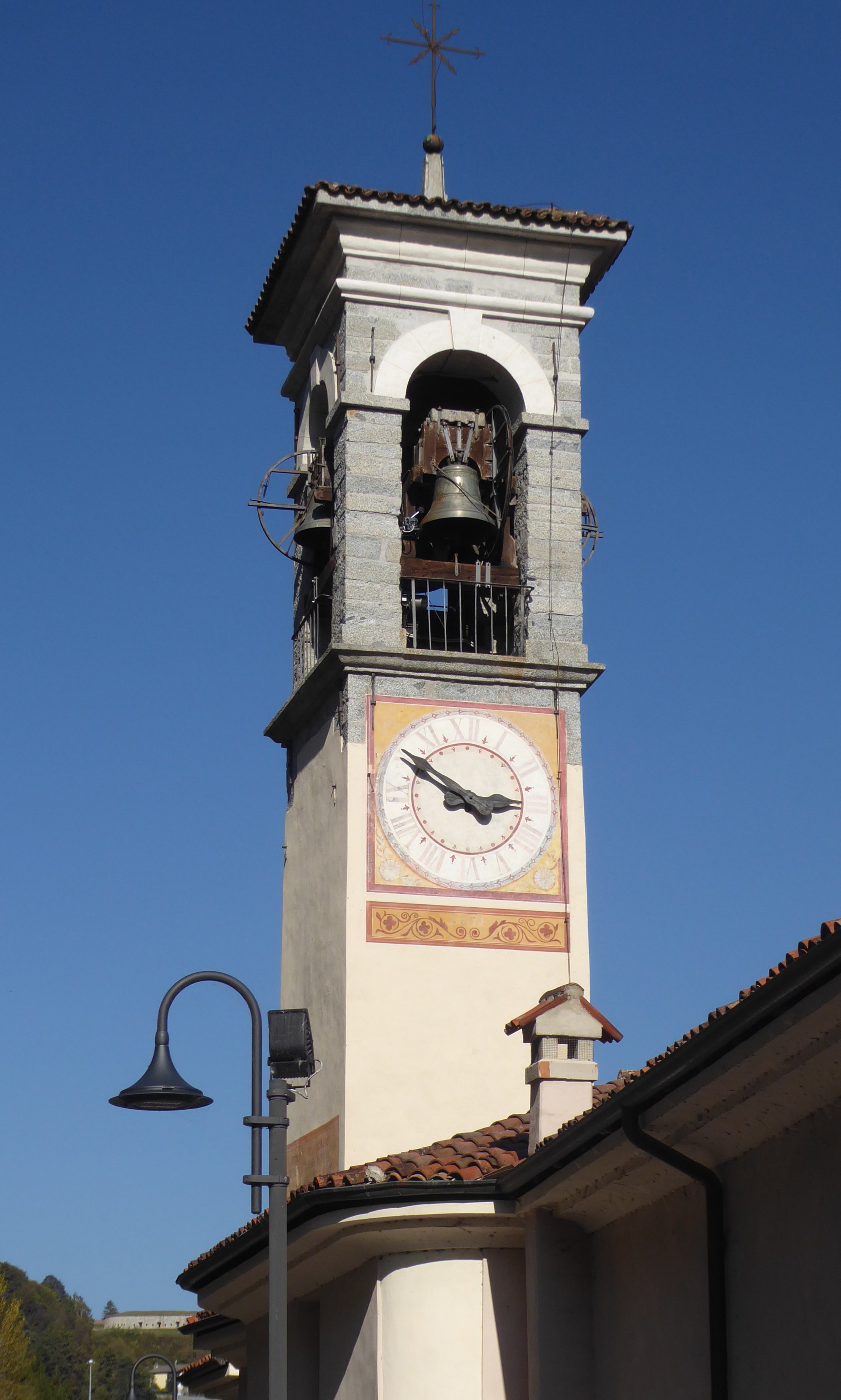
torre campanaria.

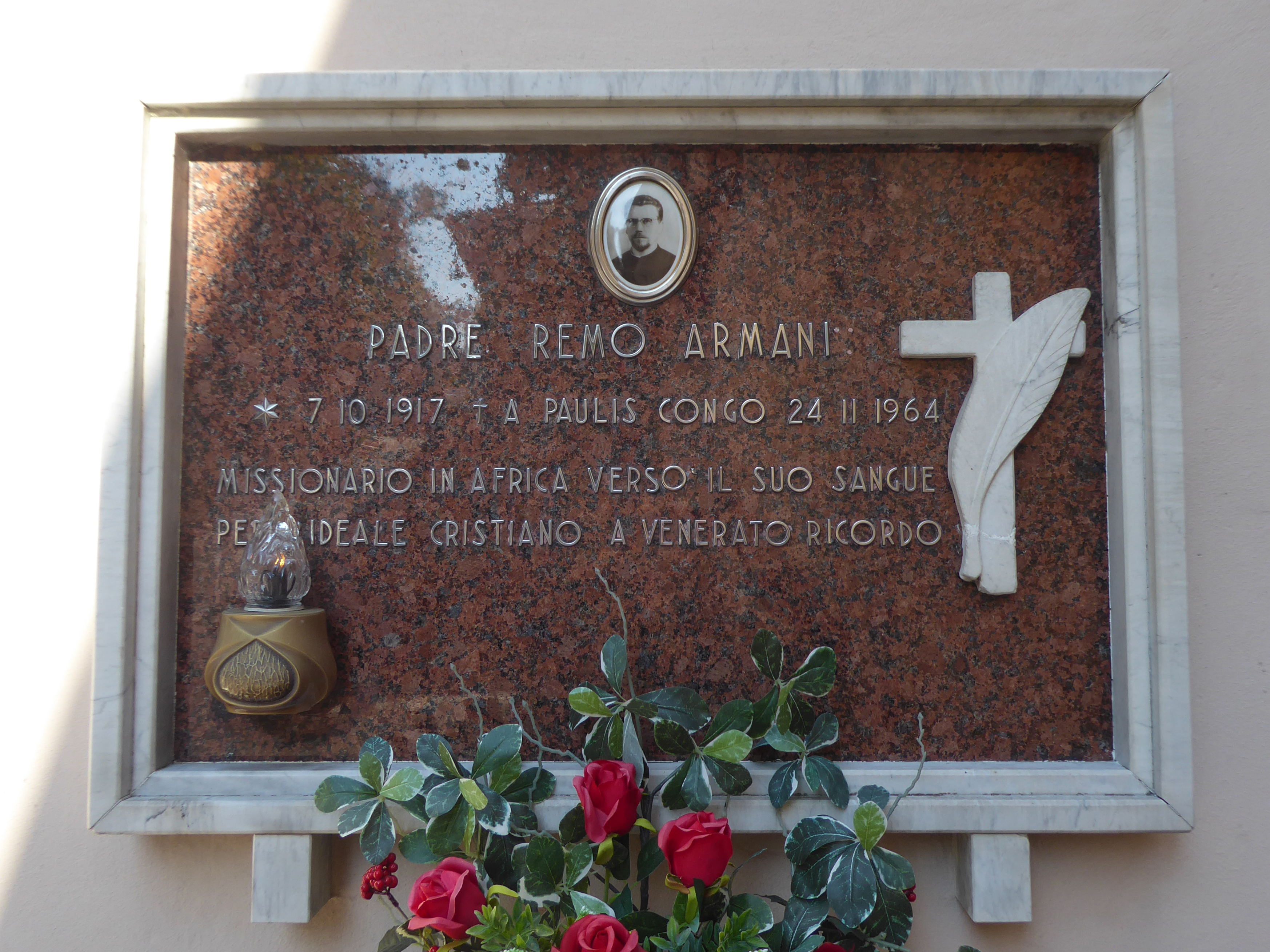
Epigrafe posta esternamente sulla facciata in memoria del padre missionario Remo Armani ucciso in Congo nel 1964.

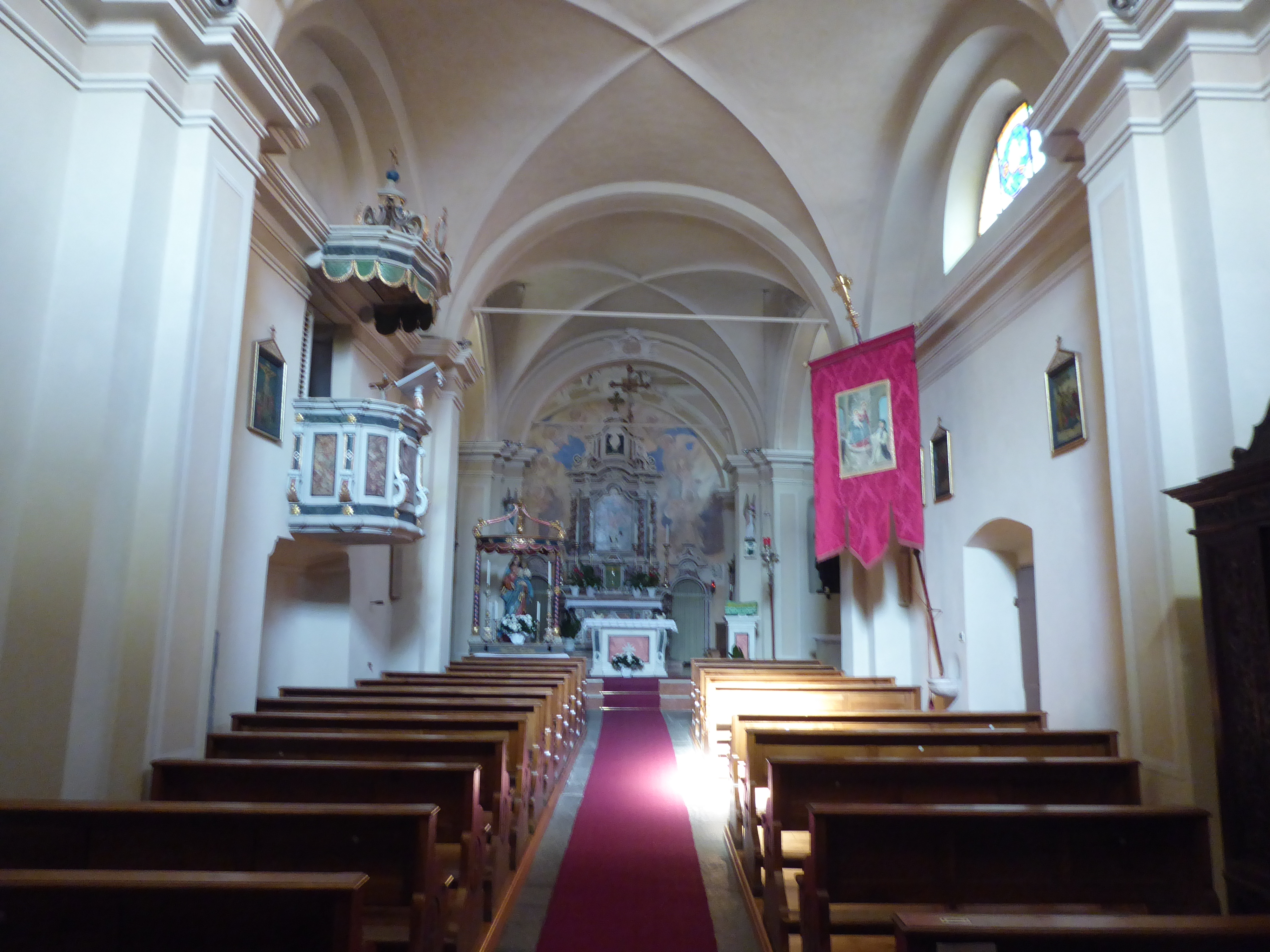
Interno

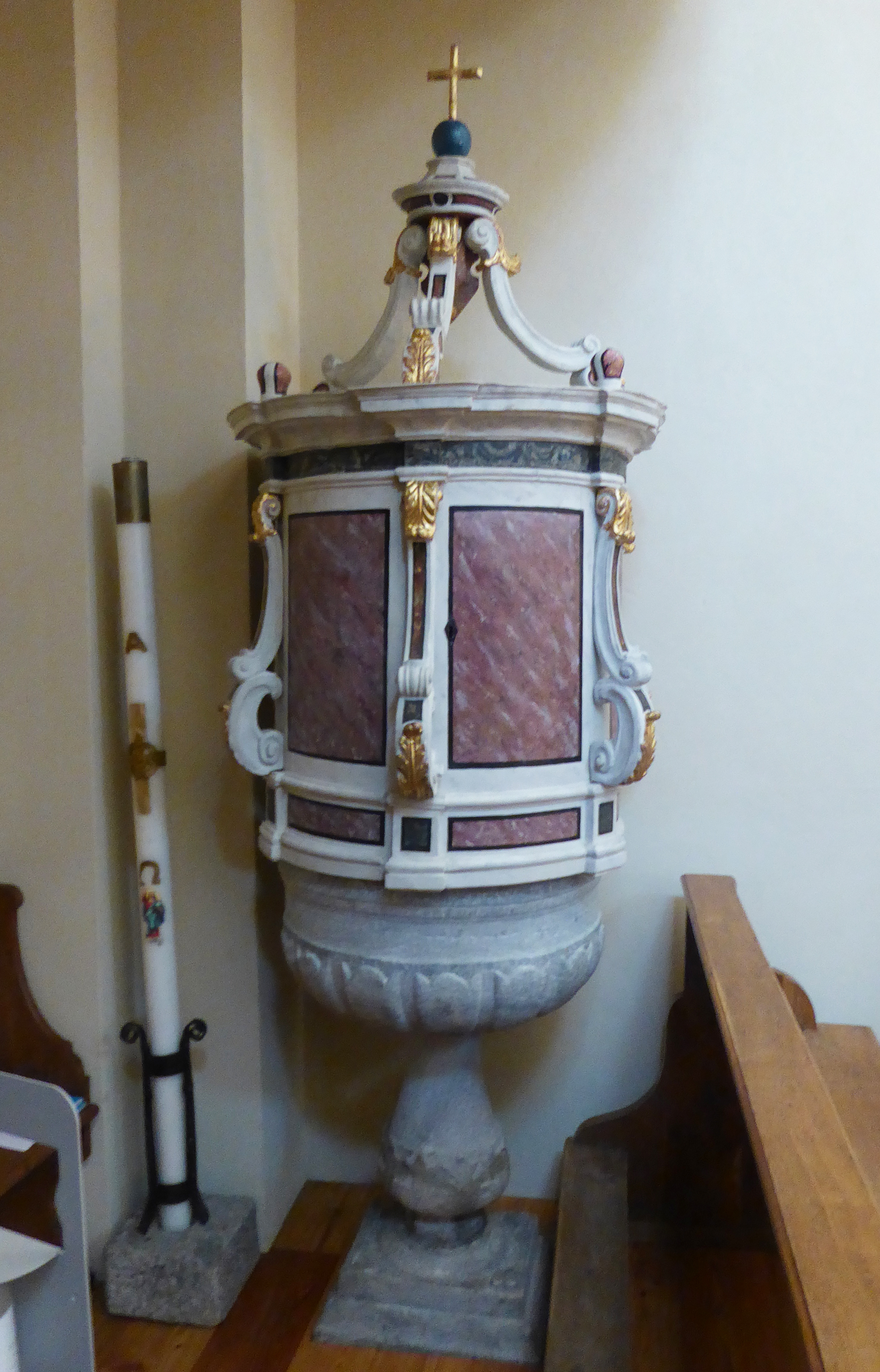
Fonte battesimale.

La chiesa fu edificata ad Agrone nel 1530 e probabilmente sul sito in precedenza sorgeva una piccola cappella. Due anni dopo venne edificata la torre campanaria che, al pianterreno, svolgeva anche la funzione di sagrestia. Fu elevata a dignità curaziale dipendente dalla pieve di Santa Giustina nel 1652.
All'inizio del XVIII secolo ebbe la concessione della custodia eucaristica ed entro la prima metà del secolo fu notevolmente ampliata con la nuova sagrestia, la sala più estesa e il nuovo coro. Gli ampliamenti proseguirono anche nella seconda metà del secolo quando vennero aggiunte le cappelle laterali e la sagrestia fu alzata di un piano. Ebbe in quel periodo la concessione del fonte battesimale e subito dopo venne danneggiata da un incendio quindi fu necessario il suo restauro.
Fu poi ancora danneggiata durante il primo conflitto mondiale perché utilizzata a fini militari come magazzino. Nuovamente consacrata e riaperta al culto venne elevata a dignità di chiesa parrocchiale nel 1944. Tra la fine degli anni settanta e il 2011 fu oggetto di lavori riguardanti l'adeguamento liturgico posizionando l'altare postconciliare davanti all'altare maggiore che conserva il tabernacolo per la custodia eucaristica mentre le balaustre erano già state rimosse. La chiesa, dopo alcuni lavori di restauro, è stata restituita alla comunità in occasione della festa del patrono sant'Antonio abate dall'arcivescovo di Trento Luigi Bressan nel gennaio 2015.

## Descrizione

### Esterni
Il luogo di culto mostra orientamento verso nord-est e sorge in posizione leggermente abbassata rispetto alla vicina strada statale nella parte nord dell'abitato. La facciata a capanna è neoclassica con quattro lesene poste a reggere il grande frontone triangolare superiore.
Il portale di accesso architravato è incorniciato in granito e sopra, in asse, si apre la grande finestra che porta luce alla sala col contorno superiore mistilineo. All'esterno si trova la targa in memoria del padre missionario Remo Armani. La torre campanaria si alza sulla sinistra, in posizione arretrata accanto alla strada. La cella non è intonacata come il resto della struttura, è in pietra a vista e si apre con quattro finestre a monofora con arco a tutto sesto.

### Interni
La navata interna è unica è suddivisa in tre campate. La sala è ampliata da due cappelle laterali simmetriche con altare. Il presbiterio è leggermente elevato e senza balaustra.